# Alliance (Suriname)
Alliance é uma cidade do Suriname, localizada no distrito de  Commewijne.
- Latitude: 5° 54' 0" Norte
- Longitude: 54° 53' 60" Oeste
- Altitude: 0 metro